# Francisco José Rodrigues da Costa
Francisco José Rodrigues da Costa, més conegut com a Costinha, (Lisboa, 1 de desembre de 1974) és un exfutbolista portuguès que ocupava la posició de migcampista defensiu. Actualment és entrenador.

## Trajectòria
Després de militar en diversos equips de divisions més modestes, el migcampista crida l'atenció de l'AS Monaco, de la Ligue 1 francesa. Al conjunt del principat es converteix en un important jugador a la campanya 99/00, en la qual disputa 28 partits i marca un gol.
El 2001, amb gairebé 27 anys, fa el seu debut a la màxima categoria portuguesa, al fitxar pel FC Porto. Amb l'esquadra dels del nord del país va ser un important jugador en l'obtenció dels dos títols de lliga consecutius. A més a més, un gol seu contra el Manchester United va obrir el camí per aconseguir la Champions League d'eixe any, en una final davant el seu exequip, el Mónaco.
Com altres companys del FC Porto, el migcampista va deixar el club per fitxar pel Dinamo de Moscou, on no va arribar a quallar. A la campanya 06/07 milita a l'Atlètic de Madrid, de la primera divisió espanyola; i l'any següent recala a l'equip italià de l'Atalanta BC.
A l'Atalanta tan sols apareix en un encontre de la competició 07/08, en part donat les lesions, i després, decisions tècniques, que consideraven que no estava disponible per a la competició, tot i gaudir del major salari del club (700.000 € anuals fins a juny del 2010). El club ha intentat, sense massa fortuna, rescindir el contracte amb el portugués.

## Selecció
Costinha ha estat internacional amb Portugal en 53 ocasions, tot marcant dos gols. Hi va participar en les Eurocopes de 2000 i de 2004, així com al Mundial del 2006.

## Títols
- Ligue 1 99/00
- Champions League 2004
- Copa Intercontinental 2004
- Copa de la UEFA 2003
- Lliga portuguesa 02/03 i 03/04
- Taça de Portugal 2003